# Хижняков Василь Михайлович
Васи́ль Миха́йлович Хижняко́в (24 грудня 1842 (5 січня 1843) — 27 лютого (12 березня) 1917) — міський голова Чернігова (1875—1887) та гласний міської думи, голова Чернігівської губернської земської управи (1886—1896), викладач Чернігівської класичної чоловічої гімназії, гласний чернігівських губернського та повітового земських зібрань.

## Життєпис
Народився 24 грудня 1842 (5 січня 1843) р. у Києві в дворянській родині чиновника духовного відомства Михайла Михайловича Хижнякова (?-1875) та Анастасії Петрівни Анісімової.
Середню освіту здобув у Київській гімназії і у 1860 р. вступив на історико-філологічний факультет Київського університету Св. Володимира. Після закінчення університету він у серпні 1864 р. розпочав службу на посаді викладача Пінської гімназії. Через два роки Міністерство народної освіти перевело його до Чернігівської класичної чоловічої гімназії, де він працював протягом 1866–1879 рр., викладаючи спочатку латину, а потім російську словесність.
У 1870 р. він був обраний на чотири роки гласним новоствореної Чернігівської міської думи.
У 1873 р. був обраний членом міської управи та заступником міського голови, однак Міністерство внутрішніх справ не затвердило його на цій посаді, оскільки він перебував у штаті Чернігівської гімназії. Втім, за клопотанням думи, йому було дозволено працювати у міській управі на громадських засадах.
У 1875 р. В. М. Хижняков залишив педагогічну діяльність і був повторно обраний гласним Чернігівської думи та міським головою, обов'язки якого виконував протягом наступних 12 років.
Водночас був обраний від Чернігова гласним чернігівських губернського та повітового земських зібрань на п'яте триріччя 1877–1879 рр. та сьоме триріччя 1883–1885 рр.
18 грудня 1886 р. переважною більшістю голосів гласних Чернігівського губернського земського зібрання він був обраний головою губернської земської управи. Того ж дня його обрали членом губернської училищної ради та опікунської ради Чернігівської жіночої гімназії.
За цих обставин В. М. Хижняков змушений був 1 лютого 1887 р. скласти обов'язки міського голови та звання гласного думи. Проте невдовзі після введення в дію Міського положення 1892 р. він повернувся до складу міської думи і перебував гласним до 1901 р., беручи діяльну участь у водогінній, училищній та інших комісіях.
На чолі Чернігівської губернської земської управи він перебував три строки і залишив посаду голови 30 січня 1896 р., відмовившись «за станом здоров'я» виставити свою кандидатуру на чергових виборах.
Проживав у Чернігові в особняку на вул. Стриженській. Останні роки В. М. Хижняков здебільшого жив у придбаному ним невеликому маєтку в с. Кезі (нині Павлівка) Чернігівського повіту, але від земських і міських справ не відійшов, залишаючись земським губернським та повітовим гласним, а також гласним міської думи.
Помер 27 лютого (12 березня) 1917 р. Після відправи у Вознесенській церкві траурний кортеж рушив на міське кладовище. Біля будинку, де він жив, а також біля губернської земської та міської управ були відслужені литії. Поховали В. М. Хижнякова на міському кладовищі.
27 липня 1917 р. прах В. М. Хижнякова у супроводі рідних та близьких був перевезений до с. Кезі Чернігівського повіту і там після панахиди був перепохований у заздалегідь підготованому склепі. На могилі, згідно з заповітом, був поставлений великий дубовий хрест як «символ щирої і чистої душі й могутності духу».

## Родина
- дружина — дочка протоієрея Олександра Василівна Кизимовська (?-1911)
- донька Анна (1865-?)
- син Михайло (1867-?)
- донька Ольга (1870-?)
- син Василь (1871—1949; лікар і відомий громадсько-політичний діяч)
- донька Єлизавета (1873-?)
- донька Марія (1875—1970)
- донька Варвара (1881—1911)

## Вшанування
- На честь В. М. Хижнякова названа одна з вулиць міста Чернігова, яка простягається від вулиці Академіка Павлова до провулку Некрасова. Перейменування 1-го провулку Орджонікідзе на вулицю Василя Хижнякова здійснене розпорядженням Чернігівського міського голови від 12 лютого 2016 року № 46-р «Про перейменування вулиць та провулків міста»[7]
- 21 вересня 2021 року на фасаді будівлі колишньої міської думи за адресою вул. Кирпоноса, 16 відкрито портретну дошку в пам'ять про В. М. Хижнякова. Автором композиції розміром 1,2х0,8 метрів, яка складається із бронзової пам'ятної дошки та мармурового погруддя, є скульптор О. Шевченко[8]

## Книги
- Воспоминания земского деятеля. — Пг., 1916. — 251 с. — (Библиотека мемуаров издательства «Огни»)